# Demokratická strana Kosova
Demokratická strana Kosova (albánsky Partia Demokratike e Kosovës, PDK) je jednou z největších politických stran v Kosovu. Původně šlo o sociálnědemokratickou stranu, která vznikla z demilitarizované Kosovské osvobozenecké armády po válce v Kosovu, přičemž většina vedení pocházela z albánských nacionalistů a bývalých členů Lidového hnutí Kosova. Během svého sjezdu v lednu 2013 se však prezentovala jako středopravicová strana a je považována za konzervativní stranu. Demokratické straně Kosova od července 2021 předsedá Memli Krasniqi, bývalý místopředseda Kosovského Shromáždění, ministr zemědělství a ministr kultury, mládeže a sportu.

## Historie
Strana byla založena 10. října 1999 z politického křídla Kosovské osvobozenecké armády jako Strana pro demokratický pokrok Kosova (albánsky Partia për Progres Demokratik e Kosovës), ale 21. května 2000 byla přejmenována. Strana se rozrostla co do velikosti i regionálního dosahu, nejprve vyhrála volby v roce 2007 a v komunálních volbách v roce 2009 vyhrála většinu komunálních voleb. PDK obnovila svůj vládní mandát po vítězství ve volbách v roce 2010.
Členové Strany pro demokratický pokrok Kosova (která byla později přejmenována na Demokratickou stranu Kosova) byli v roce 2001 zařazeni na černou listinu USA v době, kdy byl prezidentem USA George W. Bush.
V parlamentních volbách v roce 2004 strana získala 28,9 % hlasů a 30 ze 120 křesel ve Shromáždění; v roce 2007 PDK poprvé získala většinu s 35 % hlasů. Ve sporných volbách v roce 2010 PDK opět zvítězila s 32 % hlasů.
Po 14 letech vedení strany Hashimem Thaçim, který musel rezignovat na vedení strany, aby se ujal funkce prezidenta země, se v květnu 2016 předseda parlamentu Kadri Veseli stal aklamací novým předsedou strany. Nikdo se nezdržel hlasování, ani nehlasoval proti.

### Volby v roce 2010
12. prosince 2010 se konaly první parlamentní volby v Kosovu od vyhlášení nezávislosti. Po předběžných výsledcích Hashim Thaçi, který měl získat 32 procent hlasů, vyhlásil vítězství PDK, Demokratické strany Kosova. Řekl, že hodlá ve vládě pokračovat další 4 roky. Po obviněních z manipulace s hlasy se hlasování v několika obcích opakovalo. S více než 30 procenty hlasů vytvořil Thaçi koalici s Aliancí nového Kosova vedenou předsedou Behgjet Pacollim, která se umístila na čtvrtém místě s 8 % hlasů.
Volební účast byla výrazně vyšší než obvykle, k čemuž přispěli i Srbové, kteří se rozhodli ve sporné republice jít volit. Po potvrzení konečných výsledků voleb vytvořily PDK a AKR vládu s programem věnovaným integraci Kosova do Evropské unie.

## Předsedové PDK od roku 1999
| Pořadí | Předseda       | Portrét | Narozen–Zemřel | Začátek funkčního období | Konec funkčního období | Ve funkci        |
| ------ | -------------- | ------- | -------------- | ------------------------ | ---------------------- | ---------------- |
| 1.     | Hashim Thaçi   |         | 1968–          | 27. října 1999           | 26. února 2016         | 16 let, 122 dní  |
| 2.     | Kadri Veseli   |         | 1967–          | 9. března 2016           | 5. listopadu 2020      | 4 roky, 241 dní  |
| zast.  | Enver Hodžaj   |         | 1969–          | 5. listopadu 2020        | 3. července 2021       | 240 dní          |
| 3.     | Memli Krasniqi |         | 1980–          | 3. července 2021         | současnost             | 3 roky a 333 dní |

## Volební výsledky
| Year | Votes   | %      | Overall seats won | Position | +/–  | Volební uskupení | Ve vládě | Předseda       |
| ---- | ------- | ------ | ----------------- | -------- | ---- | ---------------- | -------- | -------------- |
| 2001 | 202,622 | 25.7%  | 26/120            | 2nd      | ▲ 26 | —                | Koalice  | Hashim Thaçi   |
| 2004 | 199,112 | 28.3%  | 30/120            | ▬ 2nd    | ▲ 4  | —                | Opozice  | Hashim Thaçi   |
| 2007 | 196,207 | 34.3%  | 37/120            | ▲ 1st    | ▲ 7  | —                | Koalice  | Hashim Thaçi   |
| 2010 | 224,339 | 32.1%  | 34/120            | ▬ 1st    | ▼ 3  | —                | Koalice  | Hashim Thaçi   |
| 2014 | 222,181 | 30.4%  | 37/120            | ▬ 1st    | ▲ 3  | —                | Koalice  | Hashim Thaçi   |
| 2017 | 245,646 | 33.74% | 23/120            | ▼ 3rd    | ▼ 14 | PANA             | Koalice  | Kadri Veseli   |
| 2019 | 178,637 | 21.2%  | 24/120            | ▬ 3rd    | ▲ 1  | —                | Opozice  | Kadri Veseli   |
| 2021 | 148,285 | 17.0%  | 19/120            | ▲ 2nd    | ▼ 5  | —                | Opozice  | Enver Hodžaj   |
| 2025 | 196,353 | 20.96% | 24/120            | ▬ 2nd    | ▲ 5  | —                |          | Memli Krasniqi |